# Urganus chosenensis
Urganus chosenensis är en insektsart som beskrevs av Matsumura 1915. Urganus chosenensis ingår i släktet Urganus och familjen dvärgstritar. Inga underarter finns listade i Catalogue of Life.